# 国見バーガー

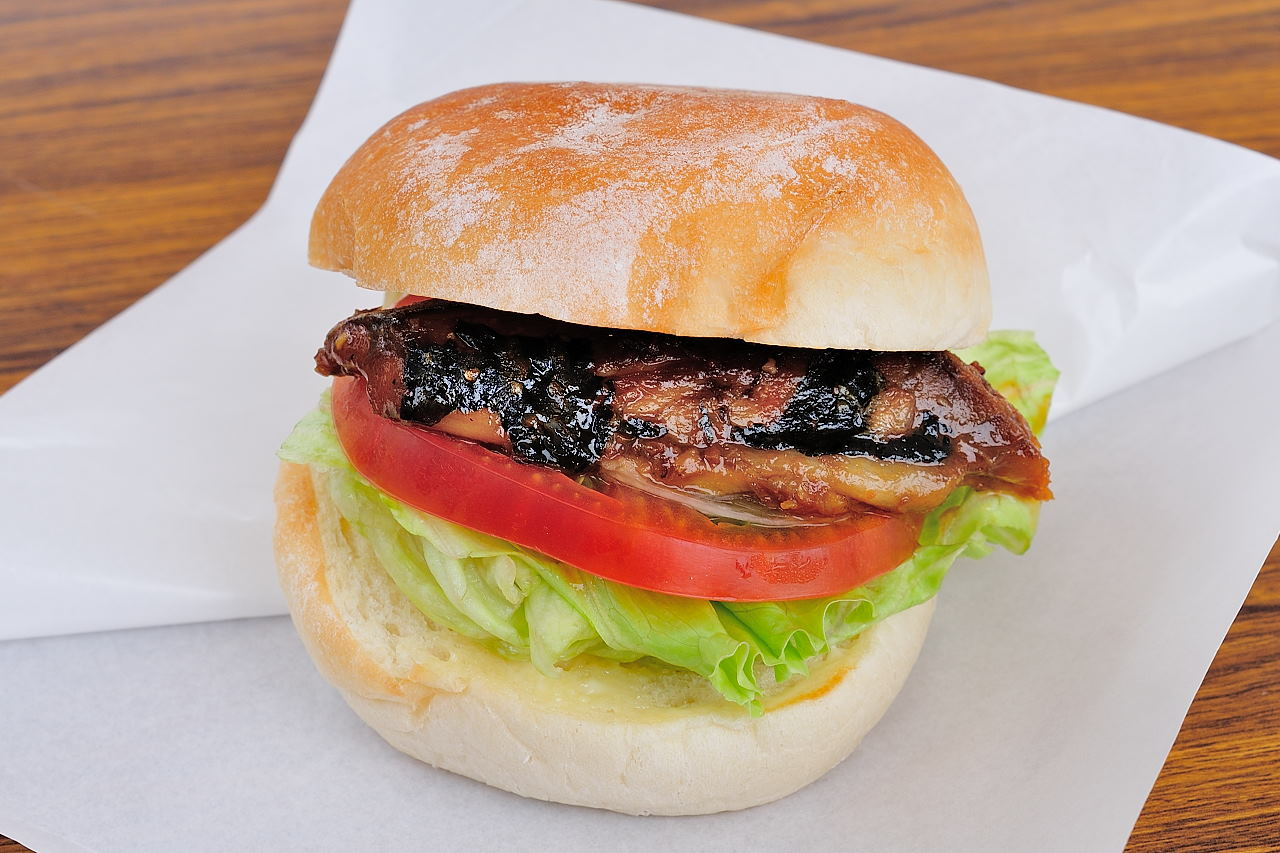
国見バーガー（クラシック）

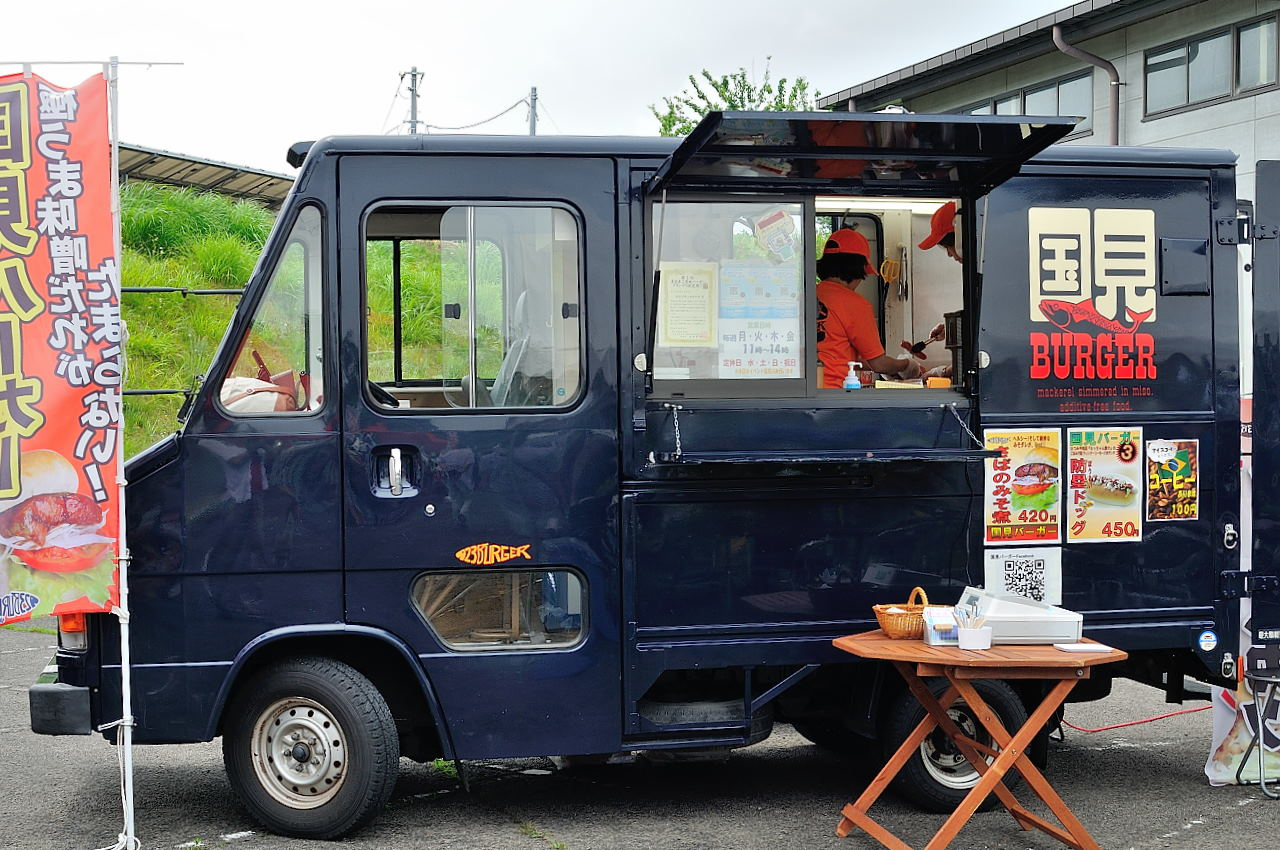
国見バーガーキッチンカー

国見バーガー（くにみバーガー）とは、福島県伊達郡国見町のご当地バーガーのことである。
バンズにサバの味噌煮を挟んだ「クラシック」、チーズ入りのチキンソースカツを挟んだ「チーズ入りチキンソースカツバーガー」、サルサソースを使った「ホット・チリバーガー」など各種のバーガーが販売されている。

## 概要
2011年に発生した東日本大震災の後、国見町商工会青年部のメンバーが商店街の復興を目指し「町のグルメ」を作ろうという動きから生まれた「ご当地グルメ」・「B級グルメ」である。
2012年3月25日に、同町の藤田商店街で開催された「国見おもしろ再発見！」と題したイベントで国見町の新名物として初登場した。すでに全国的に知られていた同町の「佐久間商店」の「骨まで食べられるサバの味噌煮」とトマト、レタス、タマネギを、同町の「佐久間パン店」のバンズで挟み込んだもので、あっさりとして美味しいと、その意外な組み合わせは好評を得ている。
2013年6月18日に、国見町の未来創造ネットワーク事業
を活用し担当者を配置。同町の商工会館前に専用のキッチンカーで出店し、毎週火曜日の定期販売を開始した。同年7月16日からは、好評を受けて週4日（毎週火、水、木、金曜日）に販売日を増やし、東北六魂祭で人気を集めた同町の「ひふみ食堂」のチーズ入りチキンソースカツを使った「国見バーガー2」を新たにメニューに加えた。
2014年10月5日に、福島県伊達郡桑折町で開催された東日本初のご当地バーガーグランプリ「ふくしまバーガーサミット2014」では、東北6県と群馬、茨城両県から25品のご当地バーガーが出品された中、来場者の投票によって「国見バーガー」がグランプリを獲得した。
2015年3月1日に、国見町の藤田商店街特設ステージで開催された「奥州街道ど真ん中！くにみ春のフードフェスタ」にて、国見バーガー第3弾として「防塁ドッグ」の販売を開始した。コッペパンに同町の「たつみや肉店」のたっちゃん漬けの“ごまみそ”が練りこんである特製ソーセージを挟んだもので、町内の平安時代末期の防塁跡である阿津賀志山防塁にちなんだホットドッグである。同年5月17日には、NHK福島放送局のラジオ番組「ふくみみラジオ」内のコーナー「ふるさとツアーズ」にて取り上げられ、同年6月1日からは毎日、限定10個の「国見バーガー3・防塁ドック」の平日販売が開始された。（2017年現在は販売休止）
2015年9月4日に国見町役場で開催された物産展「くにみ市場」で新作「麹なんばん味噌」「ホット・チリ」「ポテトサラダ」3品の発表と試食会が行われた、「ホット・チリ」は通年販売、「麹なんばん味噌」「ポテトサラダ」は季節限定での販売予定となっている。
2015年10月18日に桑折町のふれあい公園で開催された「ふくしまバーガーサミット2015 第2回東日本ご当地バーガーグランプリ」では福島県内の8つのバーガーを含む、東北各県や近隣県の25種類のバーガーの中から来場者の投票によってグランプリに選ばれ、同大会で連覇したことにより殿堂入りを果たしている。
2016年6月25日に開催された「くにみ市場」では国見の郷土料理「しそみそ巻」を取り入れた新作「しそ味噌バーガー」を披露し、同年9月末まで「カレーバーガー」とともに夏季限定発売した。同年10月4日からは秋冬限定として「麹なんばん味噌」の販売を再開。
2017年3月5日に開催された「くにみ春のフードフェスタ」への出店でキッチンカーでの通常営業は一旦終了し、同年5月3日にオープンした「道の駅国見 あつかしの郷」のカフェレストランエリアで「名物グルメ」として販売を再開している。

## 運営
当初は国見町商工会で管理運営を行なっていたが、2015年8月からは「道の駅国見 あつかしの郷」の管理運営のために同町が100％出資し設立した「国見まちづくり株式会社」が調理・接客サービスのパート労働者募集を行なうなど、管理・運営を引き継いでいる。

## 商標登録
道の駅での販売を見据え、2015年9月23日（くにみの日）に国見町商工会を権利者として出願し、2016年4月28日付で特許庁から団体商標として商標登録を認められた。登録番号は第5846473号。